# Micragrotis acydonta
Micragrotis acydonta là một loài bướm đêm trong họ Noctuidae.